# Samaire Armstrong
Samaire Rhys Sepielli Armstrong (Tokyo, 31 ottobre 1980) è un'attrice statunitense.

## Biografia
Nata a Tokyo nel 1980 da padre scozzese e madre italiana, ha vissuto cinque anni in Giappone prima di trasferirsi alle Hawaii e poi in Arizona. Iscrittasi all'Università dell'Arizona, ha deciso di abbandonare gli studi a causa della politica scolastica riguardo alla partecipazione degli studenti del primo anno ai corsi di recitazione. Per questo si è trasferita a Los Angeles.
La Armstrong ha avuto alcuni ruoli secondari nelle serie televisive Freaks and Geeks, Giudice Amy, Party of Five e X-Files.
Nel 2003, Samaire Armstrong ha interpretato il ruolo di Anna Stern nella serie televisiva della Fox The O.C.. Era destinata a comparire solo in un episodio, ma dopo le pressioni dei fan, ha preso parte a 15 episodi. Interpreta il ruolo di una ragazza appassionata di fumetti e di barche a vela, che, appena arrivata da Pittsburgh, si innamora di Seth Cohen. Nonostante il ruolo centrale del suo personaggio per tutta la prima stagione, non ha partecipato alla stagione successiva. Nel 2006 ha tuttavia avuto una parte in due episodi della terza stagione.
Ha lavorato nella serie televisiva della HBO Entourage. Per il cinema ha recitato in film come Stay Alive, Boygirl - Questione di... sesso, La setta delle tenebre, Baciati dalla sfortuna e Il passato non muore mai.
Prima di intraprendere la carriera televisiva/cinematografica ha realizzato una serie di abiti per la propria linea d'abbigliamento NARU. È inoltre apparsa nei video musicali di Penny and Me degli Hanson e Bad Day di Daniel Powter.

## Vita privata
Nel 2001 ha avuto una relazione con l'attore Aaron Paul. Nel 2007 è stata per quattro mesi in una clinica di riabilitazione per "problemi personali".
Il 18 dicembre 2012 è diventata madre di un bambino, Calin, avuto dal bassista Jason Christopher.
Armstrong è repubblicana e nelle elezioni del 2016 ha votato per Donald Trump. Ha anche affermato che BLM (Black Lives Matter) sia un'organizzazione miliardaria terroristica

## Filmografia

### Cinema
- Non è un'altra stupida commedia americana (Not Another Teen Movie), regia di Joel Gallen (2001)
- Would I Lie to You?, regia di Tom Sheppard (2002)
- Dark Wolf, regia di Richard Friedman (2003)
- Stay Alive, regia di William Brent Bell (2006)
- Baciati dalla sfortuna (Just My Luck), regia di Donald Petrie (2006)
- Boygirl - Questione di... sesso (It's a Boy Girl Thing), regia di Nick Hurran (2006)
- La setta delle tenebre (Rise), regia di Sebastian Gutierrez (2007)
- Around June, regia di James Savoca (2008)
- The Last Harbor, regia di Paul Epstein (2010)
- Concrete Blondes, regia di Nicholas Kalikow (2012)
- My Santa, regia di Sam Irvin (2013)
- A Winter Rose, regia di Riz Story (2014)
- Windsor Drive, regia di Natalie Bible' (2015)
- Carter & June, regia di Nicholas Kalikow (2017)
- The 2nd - Uno contro tutti (The 2nd), regia di Brian Skiba (2020)

### Televisione
- Cinque in famiglia (Party of Five) – serie TV, episodio 6x21 (2000)
- Freaks and Geeks – serie TV, episodi 1x16-1x18 (2000)
- Così è la vita (That's Life) – serie TV, episodio 1x10 (2000)
- E.R. - Medici in prima linea (ER) – serie TV, episodio 7x19 (2001)
- Giudice Amy (Judging Amy) – serie TV, episodio 3x05 (2001)
- X-Files (The X Files) – serie TV, episodio 9x05 (2001)
- Trash, regia di Michael Lehmann - film TV (2003)
- Gramercy Park, regia di Jeff Bleckner - film TV (2004)
- On-Air with Ryan Seacrest – serie TV (2004)
- N.Y.P.D. (NYPD Blue) – serie TV, episodio 12x05 (2004)
- Entourage – serie TV, 8 episodi (2004-2005)
- Numb3rs – serie TV, episodio 2x03 (2005)
- The O.C. – serie TV, 15 episodi (2003-2006)
- CSI: Miami – serie TV, episodio 5x07 (2006)
- The Staircase Murders, regia di Tom McLoughlin - film TV (2007)
- A casa di Fran (Living with Fran) – serie TV, episodio 1x12 (2007)
- Dirty Sexy Money – serie TV, 11 episodi (2007-2009)
- How to Make It in America – serie TV, episodio 1x01 (2010)
- The Mentalist - serie TV, 7 episodi (2011)
- Il passato non muore mai (Adopting Terror), regia di Micho Rutare – film TV (2012)
- Sons of Anarchy – serie TV, episodi 6x01-6x02 (2013)
- Finalmente insieme (Heavenly Match), regia di Michael Scott - film TV (2014)
- Resurrection – serie TV, 21 episodi (2014-2015)
- Stalker – serie TV, episodio 1x16 (2015)
- Agent Carter - serie TV, episodio 2x4 (2016)
- NCIS: New Orleans - serie TV, episodio 2x16 (2016)
- Arrow - serie TV, episodio 5x13 (2017)
- Grey's Anatomy - serie TV, episodio 13x14 (2017)
- Incubo in Paradiso (Deadly Excursion), regia di Brian Skiba - film TV (2019)
- Terrore in paradiso (Deadly excursion: Kidnapped from the Beach) - film TV (2021)

## Doppiatrici italiane
Nelle versioni in italiano delle opere in cui ha recitato, Samaire Armstrong è stata doppiata da:
- Domitilla D'Amico in Resurrection, Dirty Sexy Money, Boygirl - Questione di sesso
- Paola Majano in X-Files, Finalmente insieme
- Federica De Bortoli in Stay Alive, The O.C.
- Laura Lenghi in Il passato non muore mai, The Mentalist
- Stella Musy in NCIS - Unità anticrimine, Incubo in Paradiso
- Benedetta Degli Innocenti in NCIS: New Orleans
- Claudia Balboni in Baciati dalla sfortuna
- Deborah Ciccorelli in Entourage
- Rossella Acerbo in CSI: Miami
- Monica Ward in Numb3rs
- Guendalina Ward in Sons of Anarchy
- Elena Perino in Grey's Anatomy
- Angela Brusa in Stalker
- Micaela Incitti in Code Black